# آزادی سینه‌لختی

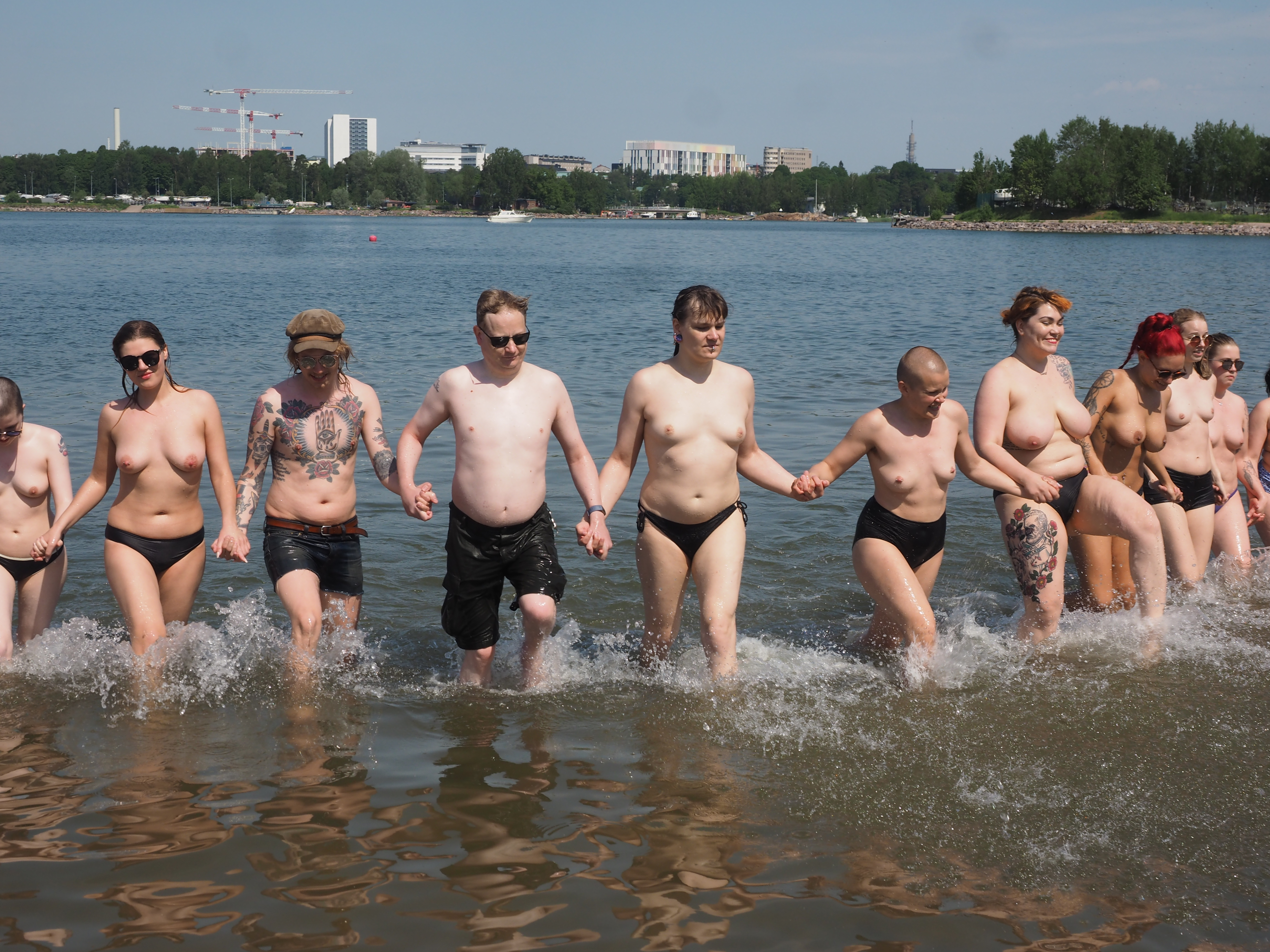
گروه از زنان و مردان بدون پوشاندن پستان در سواحل هلسینکی، فنلاند برای حمایت از برابری سینه‌لختی

آزادی سینه‌لختی (به انگلیسی: Topfreedom) یک جنبش سیاسی و فرهنگی است که هدفش تغییر قوانین به منظور اجازه دادن به زنان برای حضور سینه‌لختی در اجتماع و ایجاد برابری با مردان در این زمینه است. این جنبش یک فرم از برابری جنسیتی است. این جنبش به دنبال این است که قوانین را به شکلی تغییر دهد که حق زنان محدود نشده و آن‌ها بتوانند بدون محدودیت زمانی و مکانی از آزادی نپوشاندن پستان در مکان‌های عمومی بهره ببرند.
یکی از اهداف این جنبش این است که به زنان اجازه دهند بدون سینه‌بند در مکان‌های عمومی حمام آفتاب بگیرند.

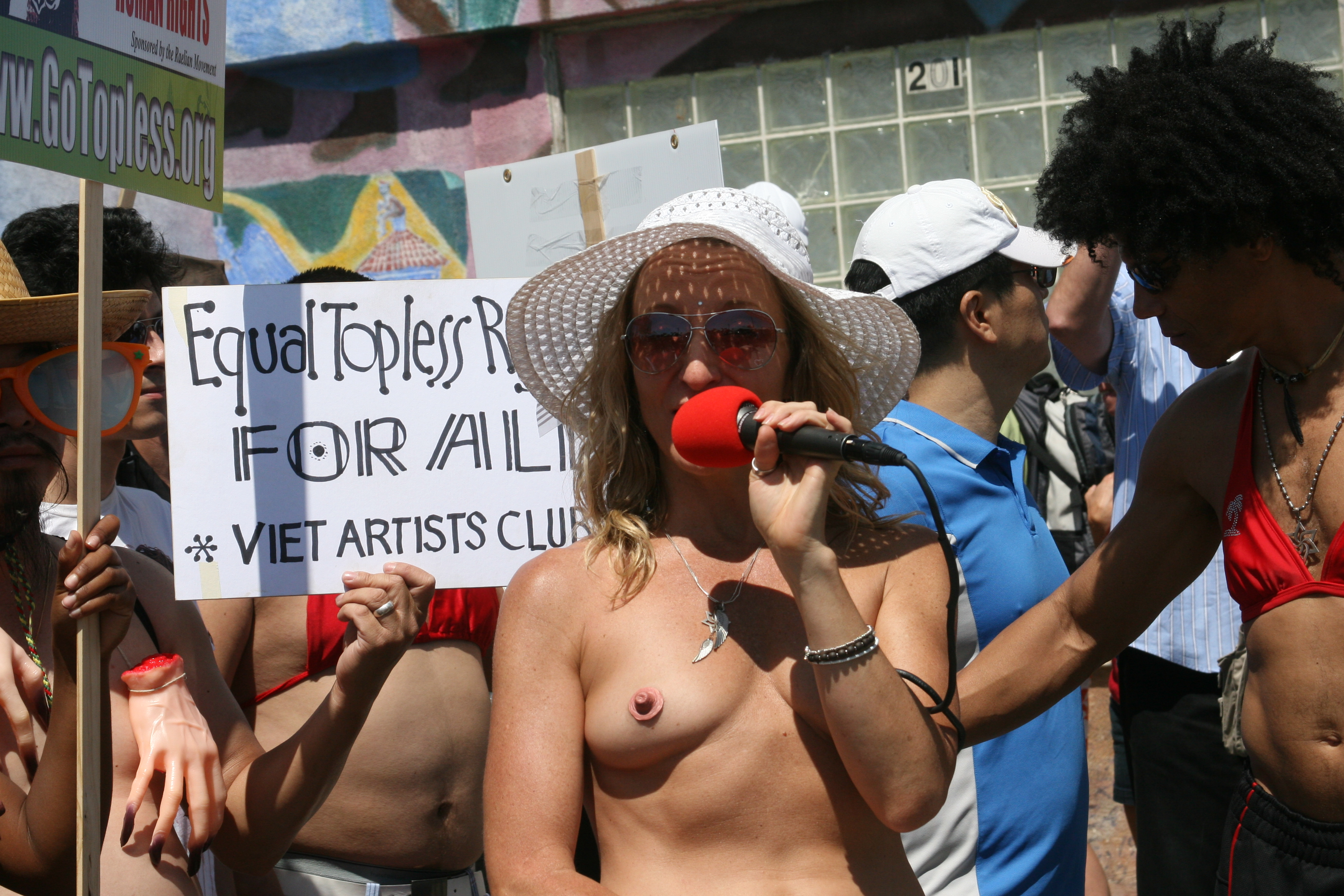
اعتراض گروهی از زنان برای رسیدن به حق آزادی سینه‌لختی زنان مثل مردان

## آمریکا
در ایالات متحده، ایالت‌ها قوانین اولیه‌ای برای اخلاق عمومی دارند. جنبش آزادی سینه‌لختی در چند نمونه ادعای موفقیت داشته‌است. در زمینه تشویق بعضی از ایالت‌ها برای تغییر قوانین ایالتی بر پایهٔ نفی تبعیض جنسیتی و ایجاد برابری جنسیتی با این استدلال که زن باید بتواند در هر جایی مانند مردان سینه‌اش را نشان دهد.

### کالیفرنیا
سان فرانسیسکو اجازه برهنگی عمومی سینه را به مؤنث‌ها می‌دهد؛ اگرچه لخت شدن عمومی از سال ۲۰۱۳ ممنوع شده‌است.

## اروپا

### فرانسه
در سال ۲۰۰۹ Les TumulTueuses یک اعتراض آزادی برهنگی سینه در پاریس به راه انداخت.

### لهستان
دو زن از شهر شچچین در دادگاه برای حق زنان برای آفتاب گرفتن سینه‌لختی در ساحل‌های عمومی پیروز شدند.

### دانمارک
در دانمارک حمام آفتاب گرفتن به صورت برهنه (شامل لختی سینه‌ها) در ساحل‌ها قانونی است.

## آسیا

### تایوان
دختران برای حمایت از قانون نوک پستان آزاد آدا اسمارادوتیر (Adda Smaradottir) در فضای عمومی سایبر عکس‌های سینه‌لخت خود را در فیس‌بوک آپلود کردند و از این راه به استانداردهای جامعه اعتراض کردند.

## نگارخانه

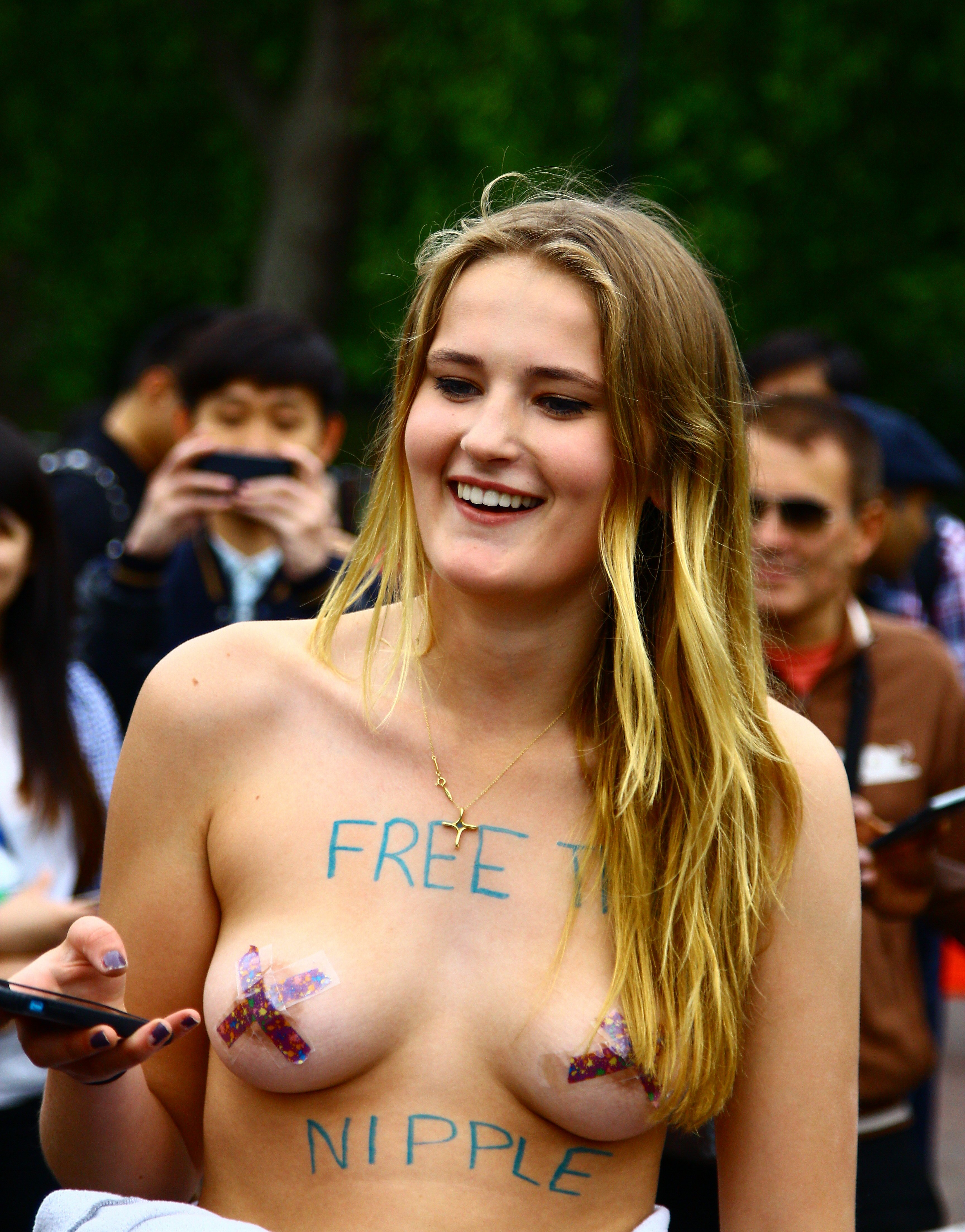
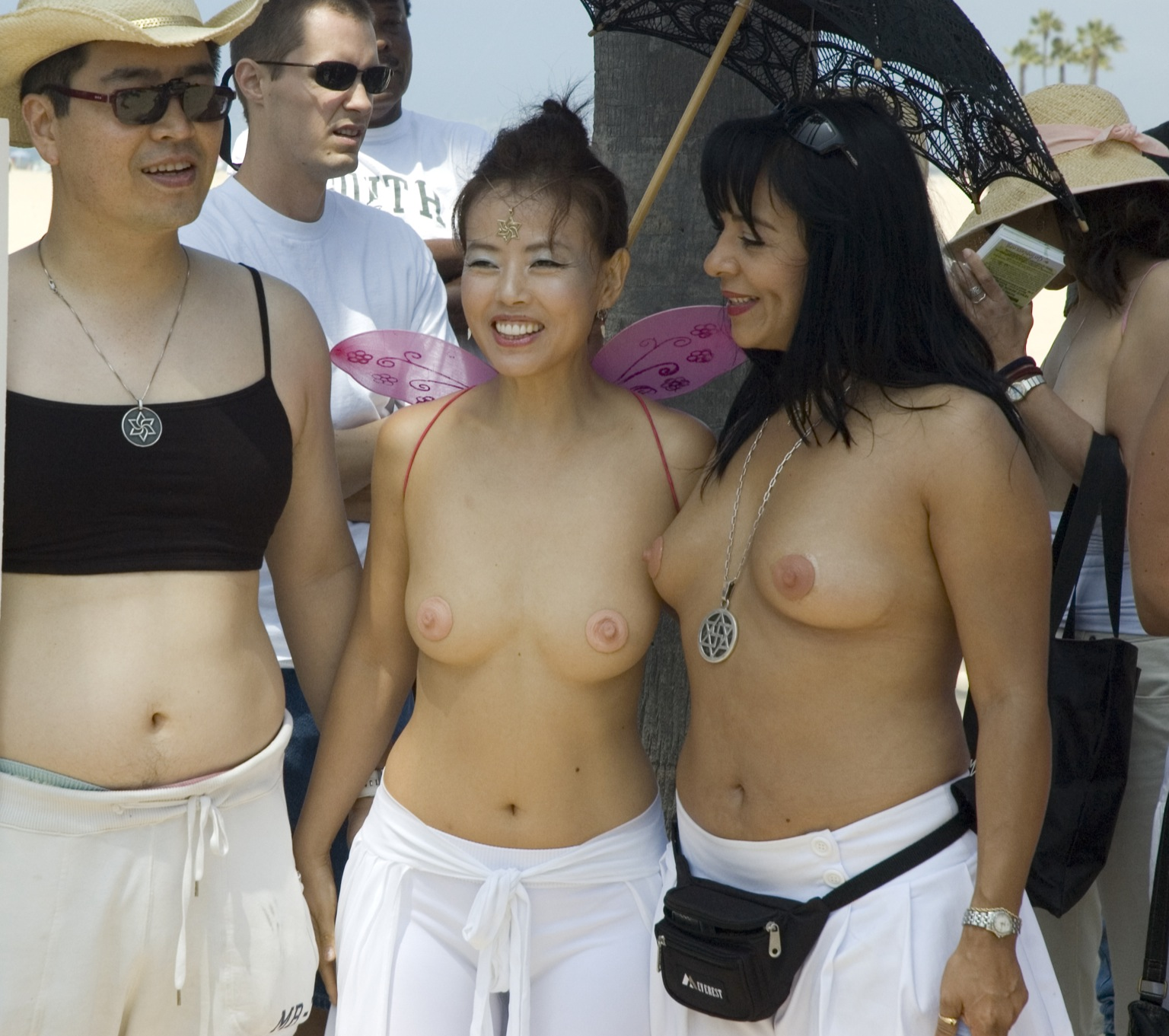
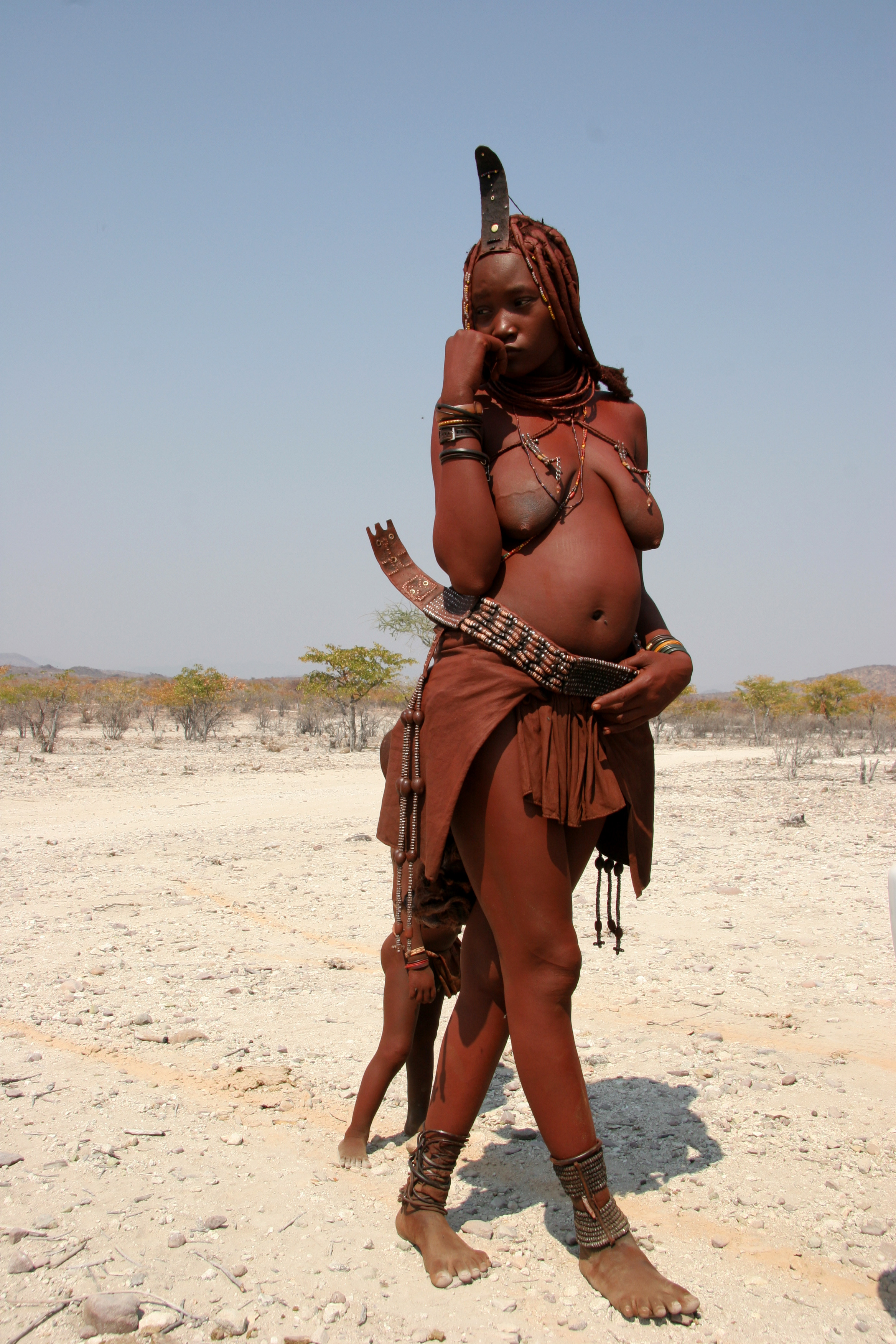
زنی از قوم هیمبا در کشور نامیبیا. در این قبیله نمایان بودن سینه‌ها امری طبیعی به‌شمار می‌رود.
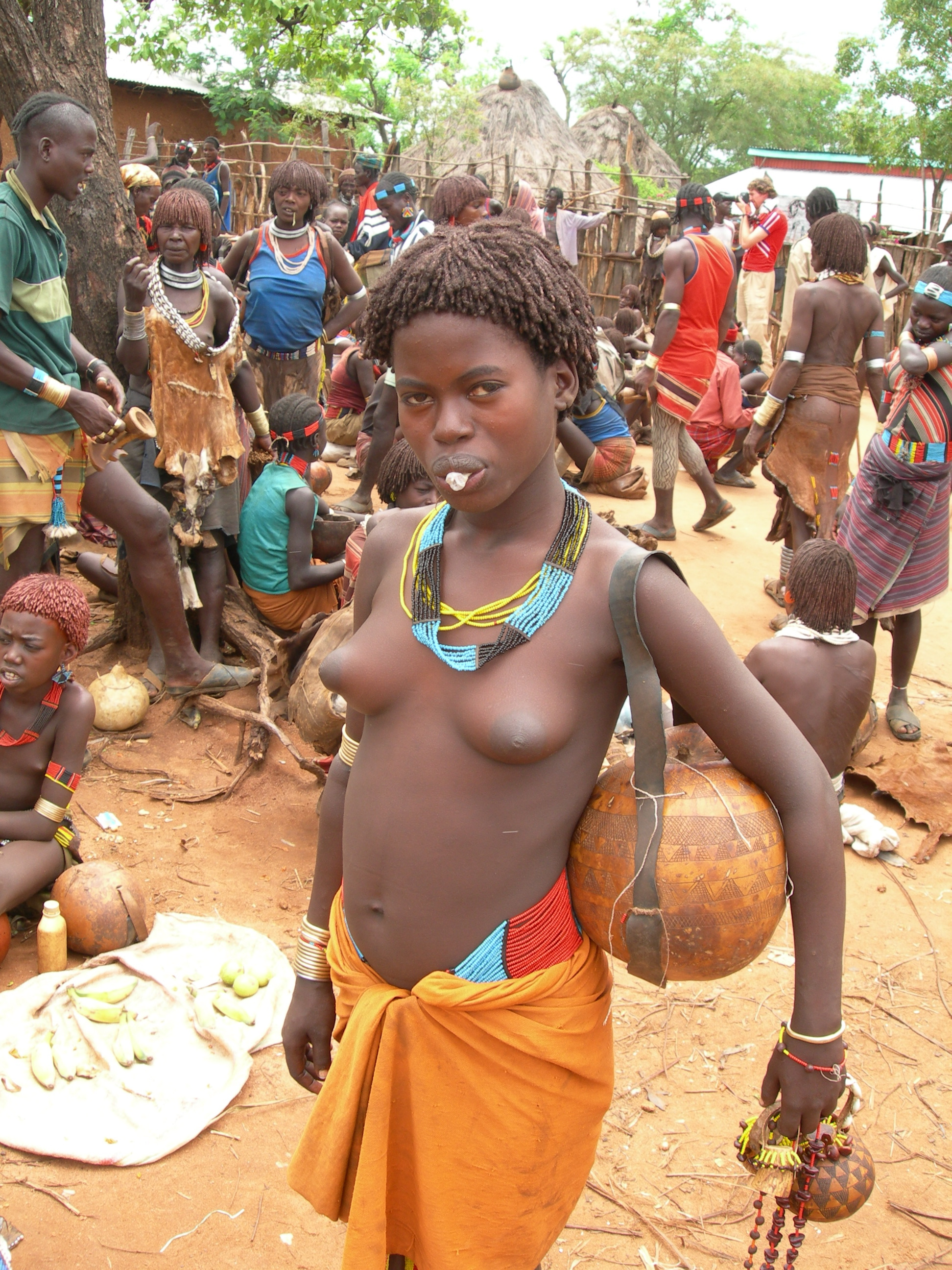
نپوشاندن سینه‌ها در اتیوپی توسط زنان امری عادی است.